# Užitek (ekonomie)
Užitek (anglicky utility) jako ekonomický pojem označuje subjektivní pocit uspokojení plynoucí ze spotřeby statků. V ekonomické teorii se racionálně chovající spotřebitel snaží svůj užitek maximalizovat, resp. snaží se maximalizovat svůj spotřebitelský přebytek "CS".
Spotřebitel se rozhoduje, jaký spotřební koš (tzn. kombinaci statků) si zvolí. Volba, pokud má být racionální, musí vždy splňovat následující axiomy:
- Axiom úplnosti srovnání – pro libovolné spotřební koše A a B je spotřebitel schopen rozhodnout jestli U(A) je větší, menší, nebo rovno U(B).
- Axiom tranzitivity – pokud A, B, C jsou spotřební koše a platí U(A) > U(B) a zároveň U(B) > U(C), pak platí U(A) > U(C).

Obvykle, ne však vždy splňuje spotřebitelská volba i další dva pomocné axiomy:
- Axiom nepřesycení (víc je lépe) – tento axiom říká, že větší množství statku je preferováno před menším.
- Axiom rozmanitosti (rozmanitá spotřeba je preferována před monomaniakální) – pokud A, B a C jsou spotřební koše, kde C je konvexní kombinací A a B a je od nich různý a platí U(A) = U(B) a U(C) > U(A).

U(A) představuje užitek plynoucí ze spotřeby spotřebního koše A. Použití tohoto zápisu v axiomech vyjadřuje míru preferencí. Tzn. U(A) > U(B) znamená, že je spotřební koš A preferován před spotřebním košem B.

## Měření užitku

### Kardinalistická teorie
Kardinalistická teorie měření užitku předpokládá, že užitek je přímo měřitelný. Spotřebitel je tedy schopen každému spotřebnímu koši přiřadit konkrétní hodnotu užitku.
Je spojována s W. S. Jevonsem, který se řadil do Cambridgeské školy neoklasické ekonomie. [zdroj?]
Funkce celkového užitku (angl. total utility) závisí na množství spotřebovávaných statků a lze ji zapsat jako:
{\displaystyle TU=f(X_{1},X_{2}...X_{n})}, kde {\displaystyle X_{1}...X_{n}} jsou množství spotřebovávaných statků. Pro zjednodušení analýzy se používá funkce celkového užitku o dvou proměnných: {\displaystyle TU=f(X,Y)}, kde {\displaystyle Y} reprezentuje ostatní statky.
Mezní užitek (angl. marginal utility) ze spotřeby další jednotky statku X je definován jako parciální derivace TU podle X: {\displaystyle MU={\frac {\partial TU}{\partial X}}} Popisuje, jak spotřebitel preferuje spotřebu další jednotky statku. Běžný spotřebitel spotřebovává normální statek nejprve se snižujícím se mezním užitkem (Zákon klesajícího mezního užitku), celkový užitek přitom roste. V určitém bodě však spotřeba další jednotky nezvyšuje jeho užitek (celkový) – dosáhla bodu nasycení. Spotřeba dalších jednotek statku může užitek spotřebitele snižovat - mezní užitek je záporný (V tomto příkladě je opuštěn axiom nepřesycení.)

### Ordinalistická teorie
Ordinalistická teorie tvrdí, že užitek není přímo měřitelný, avšak spotřebitel dokáže všechny spotřební koše seřadit od nejvíce preferovaného až po nejméně preferovaný.
Vilfredo Pareto (Itálie), představitel Lausannské školy neoklasické ekonomie odmítl kardinalistickou teorii užitku a vytvořil Ordinalistickou teorii chování spotřebitele.
V tomto případě nelze funkci celkového užitku přímo znázornit. Lze však spojit takové spotřební koše (množství spotřebovávaných statků {\displaystyle X_{1}...X_{n}}), které poskytují spotřebiteli stejnou výši užitku. Takto spojené body formují indiferenční křivku. 